# Campeonato Roraimense 2008
In 2008 werd het 49ste Campeonato Roraimense gespeeld voor voetbalclubs uit Braziliaanse staat Roraima. De competitie werd georganiseerd door de FRF en werd gespeeld van 3 mei tot 28 juni. Roraima werd kampioen.

## Eerste fase

### Groep A
| Plaats | Club         | Wed. | W | G | V | Saldo | Ptn. |
| ------ | ------------ | ---- | - | - | - | ----- | ---- |
| 1.     | Progresso    | 3    | 2 | 1 | 0 | 9:2   | 7    |
| 2.     | Baré         | 3    | 2 | 1 | 0 | 19:5  | 7    |
| 3.     | São Raimundo | 3    | 1 | 0 | 2 | 7:5   | 3    |
| 4.     | GAS          | 3    | 0 | 0 | 3 | 2:25  | 0    |

|  | Geplaatst voor finale eerste fase |

### Groep B
| Plaats | Club      | Wed. | W | G | V | Saldo | Ptn. |
| ------ | --------- | ---- | - | - | - | ----- | ---- |
| 1.     | Roraima   | 3    | 3 | 0 | 0 | 14:0  | 9    |
| 2.     | Náutico   | 3    | 2 | 0 | 1 | 4:3   | 6    |
| 3.     | Rio Negro | 3    | 1 | 0 | 2 | 6:8   | 3    |
| 4.     | River     | 3    | 0 | 0 | 3 | 1:14  | 0    |

|  | Geplaatst voor finale eerste fase |

### Finale
|               |                                           |       |                                             |                     |
| 31 mei Finale | Progresso                                 | 2 – 2 | Roraima                                     | Ribeirão, Boa Vista |
| 31 mei Finale | Vanilson 19' Duílio 21'                   |       | 30' Evandro 66' Heitor                      | Ribeirão, Boa Vista |
| 31 mei Finale | Strafschoppen                             |       |                                             | Ribeirão, Boa Vista |
| 31 mei Finale | Júnior Duílio Pedrinho Papel Bida Serafim | 5 – 4 | Cacau Léo Cotia Robemar Heitor Oziel Otávio | Ribeirão, Boa Vista |

## Tweede fase

### Groep A
| Plaats | Club         | Wed. | W | G | V | Saldo | Ptn. |
| ------ | ------------ | ---- | - | - | - | ----- | ---- |
| 1.     | Roraima      | 3    | 3 | 0 | 0 | 10:4  | 9    |
| 2.     | São Raimundo | 3    | 2 | 0 | 1 | 8:4   | 6    |
| 3.     | Progresso    | 3    | 1 | 0 | 2 | 6:5   | 3    |
| 4.     | River        | 3    | 0 | 0 | 3 | 2:13  | 0    |

|  | Geplaatst voor finale tweede fase |

### Groep B
| Plaats | Club      | Wed. | W | G | V | Saldo | Ptn. |
| ------ | --------- | ---- | - | - | - | ----- | ---- |
| 1.     | Baré      | 3    | 3 | 0 | 0 | 18:4  | 9    |
| 2.     | Náutico   | 3    | 2 | 0 | 1 | 12:4  | 6    |
| 3.     | Rio Negro | 3    | 1 | 0 | 2 | 5:12  | 3    |
| 4.     | GAS       | 3    | 0 | 0 | 3 | 2:17  | 0    |

|  | Geplaatst voor finale tweede fase |

### Finale
|                |                               |       |                              |                     |
| 21 juni Finale | Roraima                       | 3 – 2 | Baré                         | Ribeirão, Boa Vista |
| 21 juni Finale | Léo Cutia 8', 59' Robemar 90' |       | 27' Carlos Alberto 62' Filho | Ribeirão, Boa Vista |

## Finale
|              |                                           |       |                                                |                     |
| 25 juni Heen | Progresso                                 | 3 – 5 | Roraima                                        | Ribeirão, Boa Vista |
| 25 juni Heen | Pedrinho 50' Vanilson 53' Papel 91' (pen) |       | 14', 78', 86' Robemar 28' Heitor 62' Leo Cutia | Ribeirão, Boa Vista |

|               |          |       |             |                     |
| 28 juni Terug | Roraima  | 1 – 1 | Progresso   | Ribeirão, Boa Vista |
| 28 juni Terug | Paca 40' |       | 77' Torepan | Ribeirão, Boa Vista |

### Kampioen
| Campeonato Roraimense de 2008 |
| Roraima                       |
| ----------------------------- |
| RORAIMA Kampioen (19° titel)  |